# Parafia św. Wawrzyńca w Wielowsi Klasztornej
Parafia świętego Wawrzyńca w Wielowsi Klasztornej – parafia rzymskokatolicka, znajdująca się w diecezji kaliskiej, w dekanacie Grabów.
Parafia została erygowana w 1979 roku.